# Hamburg-Express-Klasse (1972)
Die Hamburg-Express-Klasse war eine 1972/73 gebaute Baureihe von Turbinenschiffen der Reederei Hapag-Lloyd. Die Containerschiffe der dritten Generation stellten seinerzeit die weltweit größten Schiffe dieses Typs dar und wurden erst 1981 mit dem Bau der Frankfurt Express überboten.

## Geschichte

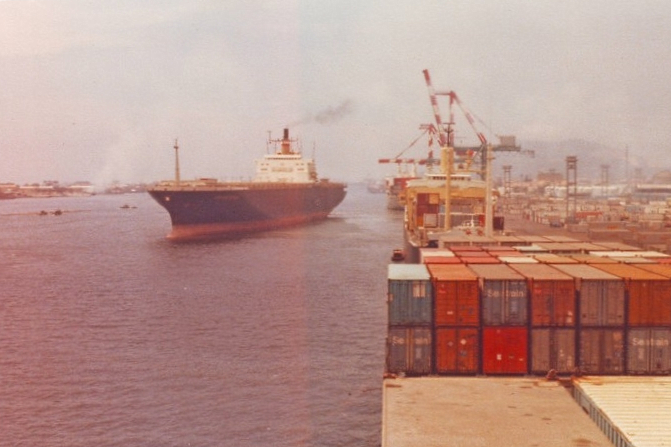
Hamburg Express, Kōbe – 1978

Die Baureihe dieser Schiffsklasse bestand aus jeweils zwei Einheiten zweier ähnlicher Schiffstypen der  Werften Blohm + Voss in Hamburg sowie Bremer Vulkan in Bremen, die 1972 und 1973 in Dienst gestellt wurden. Das erste Schiff der Klasse war die am 10. Juli 1972 abgelieferte Hamburg Express. Hapag-Lloyds vier Schiffe der Hamburg-Express-Klasse (1981 kam noch die Frankfurt Express hinzu), bedienten ab 1972 zusammen mit den sechs Overseas-Containers-Limited-Schiffen der Liverpool Bay-Klasse, zwei Schiffen von Mitsui O.S.K. Lines, drei Schiffen der Ben Line und vier Schiffen von Nippon Yusen Kaisha den gemeinsamen Europa-Asien-Dienst der neugegründeten Trio-Gruppe.

## Die Schiffe
| Hamburg-Express-Klasse | Hamburg-Express-Klasse | Hamburg-Express-Klasse | Hamburg-Express-Klasse | Hamburg-Express-Klasse |
| Bauname                | Bauwerft/Baunummer     | IMO-Nummer             | Indienststellung       | Umbenennungen und Verbleib |
| ---------------------- | ---------------------- | ---------------------- | ---------------------- | --- |
| Hamburg Express        | Blohm + Voss/877       | 7129934                | 10. Juli 1972          | 1981 bei AG Weser zum Einschraubenschiff umgebaut, 1993 Bremen Express, 2000 Express D., ab 1. April 2002 in Alang verschrottet.        |
| Bremen Express         | Bremer Vulkan/977      | 7207061                | August 1972            | 1981 bei AG Weser zum Motorschiff umgebaut, 1991 OOCL Fame, 1998 Fame, ab 26. Mai 1998 in Alang verschrottet.                           |
| Hongkong Express       | Bremer Vulkan/978      | 7224318                | 30. November 1972      | 1982 bei AG Weser zum Motorschiff umgebaut, 1992 OOCL Frontier, 1997 Frontier, ab 27. April 1998 in Alang verschrottet.                 |
| Tokio Express          | Blohm + Voss/878       | 7232822                | 12. April 1973         | 1981 bei AG Weser zum Einschraubenschiff umgebaut, 1984 Scandutch Edo, 1985 Tokio Express, ab 10. Januar 2000 in Jiangyin verschrottet. |
| Daten: Miramar         |                        |                        |                        | |